# Ministären Schwerin von Krosigk
Ministären Schwerin von Krosigk var Nazitysklands sista regering. Storamiral Karl Dönitz, som hade övertagit posten som rikspresident (statschef) efter Adolf Hitlers självmord, utnämnde Lutz Schwerin von Krosigk till rikskansler (regeringschef). Regeringen fungerade från den 2 till den 23 maj 1945.
Tyskland kapitulerade villkorslöst inför de allierade makterna den 8 maj 1945. De allierade erkände aldrig Lutz Schwerin von Krosigks regering och den 23 maj 1945 avsatte de den tyska regeringen och överförde all statsmakt i Tyskland till Allierade kontrollrådet. Därmed upphörde Tyskland som stat.

## Ministär
| Ministären Schwerin von Krosigk 2 maj 1945 – 23 maj 1945 | Ministären Schwerin von Krosigk 2 maj 1945 – 23 maj 1945 | Ministären Schwerin von Krosigk 2 maj 1945 – 23 maj 1945 |
| Post                                                     | Namn                                                     | Parti                                                    |
| -------------------------------------------------------- | -------------------------------------------------------- | -------------------------------------------------------- |
| Rikskansler                                              | Lutz Schwerin von Krosigk                                | inget                                                    |
| Utrikesminister                                          | Lutz Schwerin von Krosigk                                | inget                                                    |
| Inrikesminister                                          | Wilhelm Stuckart                                         | NSDAP                                                    |
| Justitieminister                                         | Otto Georg Thierack                                      | NSDAP                                                    |
| Finansminister                                           | Lutz Schwerin von Krosigk                                | inget                                                    |
| Ekonomiminister                                          | Albert Speer                                             | NSDAP                                                    |
| Jordbruksminister                                        | Herbert Backe                                            | NSDAP                                                    |
| Industriminister                                         | Franz Seldte                                             | NSDAP                                                    |
| Försvarsminister                                         | Karl Dönitz                                              | inget                                                    |
| Kommunikationsminister                                   | Julius Dorpmüller                                        | NSDAP                                                    |
| Postminister                                             | Julius Dorpmüller                                        | NSDAP                                                    |
| Krigsproduktionsminister                                 | Albert Speer                                             | NSDAP                                                    |

## Bakgrund
Tredje rikets Führer Adolf Hitler hade i sitt politiska testamente utnämnt Arthur Seyss-Inquart till utrikesminister, men den nye rikspresidenten Karl Dönitz negligerade detta.